# Adenia pechuelii
Adenia pechuelii — вид квіткових рослин родини пасифлорових (Passifloraceae).

## Поширення
Ендемік Намібії. Поширений у посушливих регіонах на заході країни між затокою Волфіш-Бей та пустелею Каоколенд. Віддає перевагу кам'яним напівпустелям.

## Опис
Adenia pechuelii має майже сферичний, сіро-зелений стовбур, в діаметрі до 1 метра. З вершини стовбура відростають численні розгалужені вертикальні пагони завдовжки до 1,5 м. На гілках є крихітні листочки, які досить швидко опадають. 